# Mystère (película de 2021)
Mystère (conocida como Misterio o El secreto de Vicky) es una película francesa de 2021 dirigida y coescrita por Denis Imbert, basada en una historia de la vida real. Protagonizada por Vincent Elbaz, Marie Gillain, Éric Elmosnino, Tchéky Karyo y Shanna Keil, fue añadida al catálogo de Netflix a finales del mismo año.

## Sinopsis
Stéphane y su hija de ocho años, Victoria, quien desde la muerte de su madre no pronuncia ni una sola palabra, se mudan a una nueva casa en las montañas de Cantal. La pequeña camina por el bosque y se encuentra con un pastor de la zona, quien le confía un cachorro llamado Mystère. Con su nueva compañía, Victoria encuentra de nuevo la sonrisa, pero más tarde su padre se entera de que Mystère es en realidad un lobo.

## Reparto
- Vincent Elbaz es Stéphane
- Shanna Keil es Victoria
- Marie Gillain es Anna
- Éric Elmosnino es Thierry
- Tchéky Karyo es Bruno
- Éric Savin es Jean-Paul
- Romain Lancry es el señor Darmet
- Vincent Deniard es Brice